# Benjamin Lund
Benjamin Christian Lund (født 12. marts 1997 i Danmark, Rønne) er en dansk fodboldspiller, der spiller for Holbæk B&I, hvortil han er kommet fra FC Roskilde, som han i sommeren 2021 skrev kontrakt med. Han har tidligere spillet 40 kampe og scoret tre mål for B93, ligesom han også har spillet for bl.a. Thisted FC og Vendsyssel FF. 

## Karriere
Lund startede med at spille fodbold, da han var tre år gammel; hovedsageligt efter hans fars ønske. Han er født i Rønne. Han startede med at spille fodbold i den lille klub Knudsker IF og senerehen i Rønne IK. Dernæst skiftede han til FC Nordsjælland.

### FC Nordsjælland
Lund skrev under på en ét årig professionel kontrakt med FC Nordsjælland den 6. juli 2016 og blev samtidigt flyttet op i førsteholdstruppen.
Han fik sin debut for FC Nordsjælland den 14. august 2016, da han startede inde og spillede alle 90 minutter i 1-3-nederlaget hjemme til Odense Boldklub. Efter kontraktudløb i sommeren 2017 forlod han klubben. 

### Vendsyssel FF
Den 13. juli 2017 skiftede Lund til Vendsyssel FF. Her skrev han under på en treårig kontrakt gældende frem til sommeren 2020.
Han blev i midten af januar 2019 udlejet til 1. divisionsklubben Thisted FC for den resterende del af 2018-19-sæsonen.

### Holbæk B&I
Den 21. juni 2022 skrev Lund kontrakt med  Holbæk B&I, der spiller i Danmarksserien